# 스타디오 산 니콜라

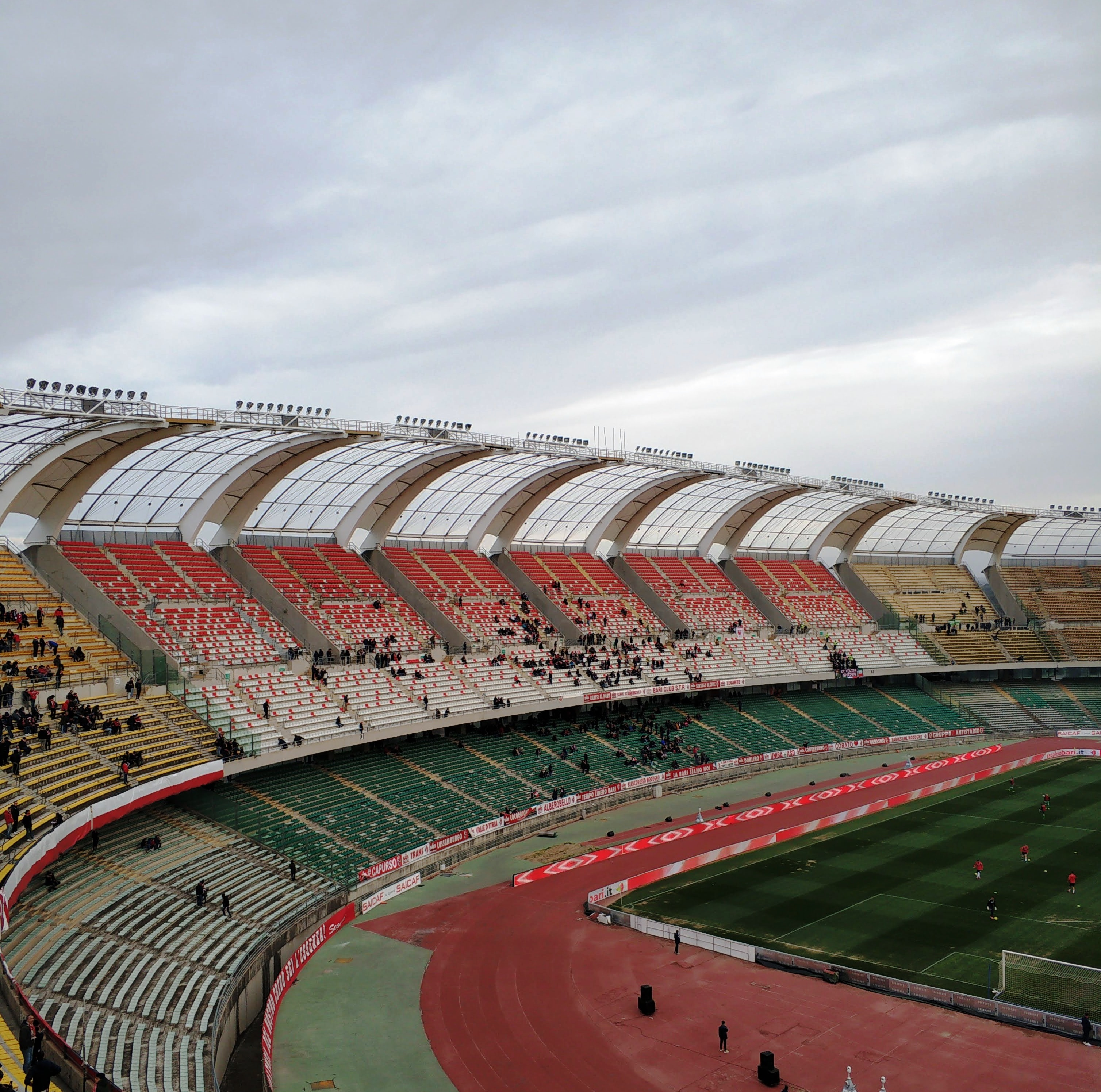
2020년 3월 경기장 내부.

스타디오 산 니콜라(Stadio San Nicola)는 이탈리아 바리에 있는 다목적 경기장으로, FC 바리 1908의 홈구장이다. 1990년 FIFA 월드컵 개최 경기장의 하나이며, 1991년 유러피언컵 결승전이 열렸다.